# 小行星4721
小行星4721（4721 Atahualpa）是一颗绕太阳运转的小行星，为主小行星带小行星。该小行星于1973年9月29日发现。

## 轨道参数
小行星4721的轨道半长轴为2.2538573 UA，离心率为0.122。